# Спільне підприємство
Спільні підприємства — підприємства, що базуються на спільному капіталі суб'єктів господарської діяльності України або іноземних суб'єктів господарської діяльності, на спільному управлінні та на спільному розподілі результатів та ризиків.
Перш за все, необхідно розглянути, як поняття спільного підприємства з'явилося в українському законодавстві.
Спільне володіння — спільне підприємство, у якому компанія об’єднується з інвесторами на зарубіжному ринку з метою створення місцевого підприємства. Компанія є співвласником цього підприємства і бере участь у керуванні ними.